# Giovanni Battista Amigazzi
Giovanni Battista Amigazzi (Verona, 1589 circa – 1651) è stato un pittore italiano, attivo a Verona e provincia nel XVII secolo.

## Biografia
Nulla si conosce in merito alla sua formazione giovanile. Erroneamente considerato un allievo del Ridolfi, che incontrò solo nel 1617 ad un'età in cui il linguaggio artistico di un pittore è già formato, instaurò da quella data con il maestro veronese una collaborazione professionale in veste di copista, di cui Amigazzi era celebrato specialista: dimostrazione ne è l'Immacolata Concezione (giudicata "opera bella" dal Zannandreis), nella Chiesa delle Stimmate, in cui è evidente piuttosto uno stile vicino al tardo Brusasorzi. La sua opera più celebre è una Cena, d'après Paolo Veronese nell'oratorio San Carlo, secondo il Dalla Rosa "fatta esattamente, e felicemente, tanto, che non fà desiderare l'Originale".
Guzzo attribuisce inoltre al pittore veronese un Angelo custode e un'altra Immacolata Concezione, presso la Chiesa di San Giovanni in Foro, copie di altrettanti dipinti del Ridolfi ospitati rispettivamente nella Chiesa di San Luca e nel Duomo.
I suoi lavori presenti nelle chiese veronesi sono elencati nel Catastico di Dalla Rosa, e il suo nome appare in documenti delle collezioni Turco e Caldana.
Amigazzi operò anche come frescante, e sue realizzazioni sono citate nella Nota de' Palazzi, e Case, nelle quali vi sono Pitture a fresco, in cui il Dalla Rosa gli attribuisce affreschi su facciate di edifici veronesi.